# Integridade da relação
No modelo relacional, integridade da relação é uma das cinco restrições de integridade usadas para garantir a exactidão e a consistência dos dados em um Banco de dados relacional. A integridade da relação preocupa-se em garantir que cada linha de uma tabela tenha um valor de chave primária exclusivo e não nulo; isto é o mesmo que dizer que cada linha em uma tabela representa uma única instância do tipo de entidade modelada pela tabela. Uma exigência de E F Codd em seu artigo seminal é que uma chave primária de uma entidade, ou qualquer parte dela, nunca pode ter um valor nulo.
O modelo relacional indica que toda  relação (ou  tabela) deve ter um identificador, chamado de chave primária (abreviado PK), em tal maneira que toda linha [[linha (banco de dados) |] da mesma relação seja identificável pelo seu conteúdo, ou seja, por um valor único e mínimo. O PK é um conjunto não vazio de  atributos (ou coluna s). O mesmo formato se aplica à chave estrangeira (abreviado como FK) porque cada FK corresponde a uma PK preexistente. Cada um dos atributos que fazem parte de um PK (ou de um FK) deve ter valores de dados (como números, letras ou símbolos tipográficos), mas não marcas de dados (também conhecidas como marcas NULL em SQL  mundo). Morfologicamente, uma chave primária composta está em um "estado estacionário": se ela for reduzida, a PK perderá sua propriedade de identificar cada linha de sua relação, mas se ela for estendida, a PK será redundante. Então, a chave primária é irredutível e inextensível.